# Oreste Bilancia
Oreste Bilancia (né le 24 septembre 1881 à Catane et mort le 31 octobre 1945 à Rome) est un acteur italien actif pendant la période du cinéma muet.

## Biographie
Oreste Bilancia qui est né en 1881 à Catane, en Sicile est un acteur de premier plan ayant joué dans les films italiens à l'époque du muet.
Entre 1915 et sa mort en 1945, il est apparu dans 134 films dont une grande partie produits par la maison de production Fert de Turin.

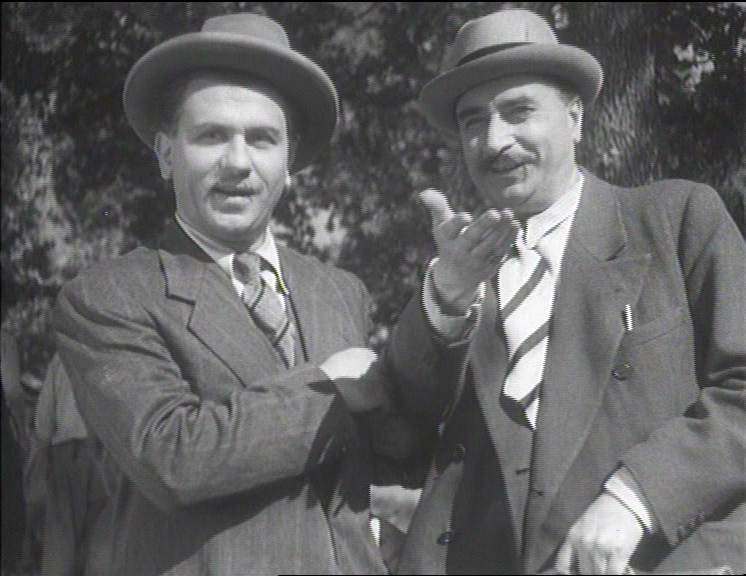
Oreste Bilancia, à droite, avec Gino Cervi dans le film Quattro passi fra le nuvole (1942)

Pendant les dernières années d'activité, il joue aussi au théâtre à côté d'acteurs comme Anna Magnani
Oreste Bilancia a aussi fait du doublage.

## Filmographie partielle
- 1916 : L'isola tenebrosa de Carlo Campogalliani
- 1917 : Il fauno de Febo Mari[2]
- 1917 : Lucciola de Augusto Genina
- 1920 : La casa di vetro de Gennaro Righelli
- 1921 : L'isola della felicità de Luciano Doria
- 1921 : Il fango e le stelle de Pier Angelo Mazzolotti
- 1921 : La statua di carne de Mario Almirante
- 1922 : La rosa di Fortunio de Luciano Doria
- 1922 : Sogno d'amore de Gennaro Righelli
- 1923 : Le sorprese del divorzio de Guido Brignone
- 1924 : Treno di piacere de Luciano Doria
- 1924 : Largo alle donne! de Guido Brignone
- 1924 : Caporal Saetta de Eugenio Perego
- 1924 : La taverna verde de Luciano Doria
- 1925 : Voglio tradire mio marito de Mario Camerini
- 1926 : L'ultimo Lord de Augusto Genina
- 1926 : Non si scherza con l'amore de Georg Wilhelm Pabst
- 1927 : Florette e Patapon de Amleto Palermi
- 1927 : Wenn der junge Wein blüht de Carl Wilhelm
- 1927 : Gauner im Frack de Manfred Noa
- 1927 :  L'Esclave blanche (Die weisse Sklavin) d'Augusto Genina
- 1928 : Unfug der Liebe de Robert Wiene
- 1928 : Villa Falconieri de Richard Oswald
- 1928 : L'Enfer d'amour (Liebeshölle) de Wiktor Biegański et Carmine Gallone
- 1929 : Poliche d'Olga Tchekhova
- 1930 : La straniera de Amleto Palermi y Gaston Ravel
- 1930 : Il segreto del dottore de Jack Salvatori
- 1930 : Perché no? de Amleto Palermi
- 1931 : La donna di una notte de Amleto Palermi
- 1931 : La vacanza del diavolo de Jack Salvatori
- 1932 : Cinque a zero de Mario Bonnard
- 1932 : Il dono del mattino de Enrico Guazzoni
- 1932 : Paradiso de Guido Brignone
- 1932 : Zaganella e il cavaliere de Gustavo Serena
- 1933 : Quando eravamo muti de Riccardo Cassano
- 1933 : Sette giorni cento lire de Nunzio Malasomma
- 1934 : Kiki de Raffaello Matarazzo
- 1934 : La marcia nuziale de Mario Bonnard
- 1935 : La mia vita sei tu de Pietro Francisci
- 1935 : Casta Diva de Carmine Gallone
- 1936 : Arma bianca de Ferdinando Maria Poggioli
- 1936 : Una donna tra due mondi de Goffredo Alessandrini
- 1936 : Ballerine de Gustav Machatý
- 1936 : Il diario di una donna amata de Henry Koster
- 1936 : L'ambasciatore de Baldassarre Negroni
- 1937 : Fermo con le mani de Gero Zambuto
- 1937 : Condottieri de Luis Trenker
- 1938 : Il suo destino d'Enrico Guazzoni
- 1938 : Jeanne Doré de Mario Bonnard
- 1938 : Unsere kleine Frau de Paul Verhoven
- 1938 : Per uomini soli de Guido Brignone
- 1940 : Amami, Alfredo! de Carmine Gallone
- 1940 : Totò, apôtre et martyr (San Giovanni decollato) d'Amleto Palermi
- 1940 : Don Pasquale, de Camillo Mastrocinque
- 1940 : Ecco la felicità de Marcel L'Herbier
- 1940 : Il re del circo de Hans Hinrich
- 1940 : La granduchessa si diverte de Giacomo Gentilomo
- 1940 : La reggia sul fiume de Alberto Salvi
- 1940 : Rosa di sangue de Jean Choux
- 1940 : La Taverne rouge (Taverna rossa) de Max Neufeld
- 1940 : La donna perduta de Domenico Gambino
- 1941 : La Maîtresse secrète (L'amante segreta) de Carmine Gallone
- 1941 : Vertigine de Guido Brignone
- 1942 : Quattro passi fra le nuvole de Alessandro Blasetti
- 1943 : Due cuori fra le belve de Giorgio Simonelli
- 1943 : Macario contre Fantômas (Macario contro Zagomar), de Giorgio Ferroni
- 1943 : Rossini, de Mario Bonnard
- 1944 : Il fiore sotto gli occhi de Guido Brignone